# Menaforia indica
Menaforia indica là một loài tò vò trong họ Ichneumonidae.